# Erythrina ankaranensis
Erythrina ankaranensis là một loài rau đậu thuộc họ Fabaceae. Loài này chỉ có ở Madagascar.